# Laura Howard
Laura Howard, född Simmons 1977 i Chiswick, London, är en brittisk skådespeleare. Hon är i Sverige mest känd som Cully Barnaby i TV-serien Morden i Midsomer.